# Kumi Tanioka

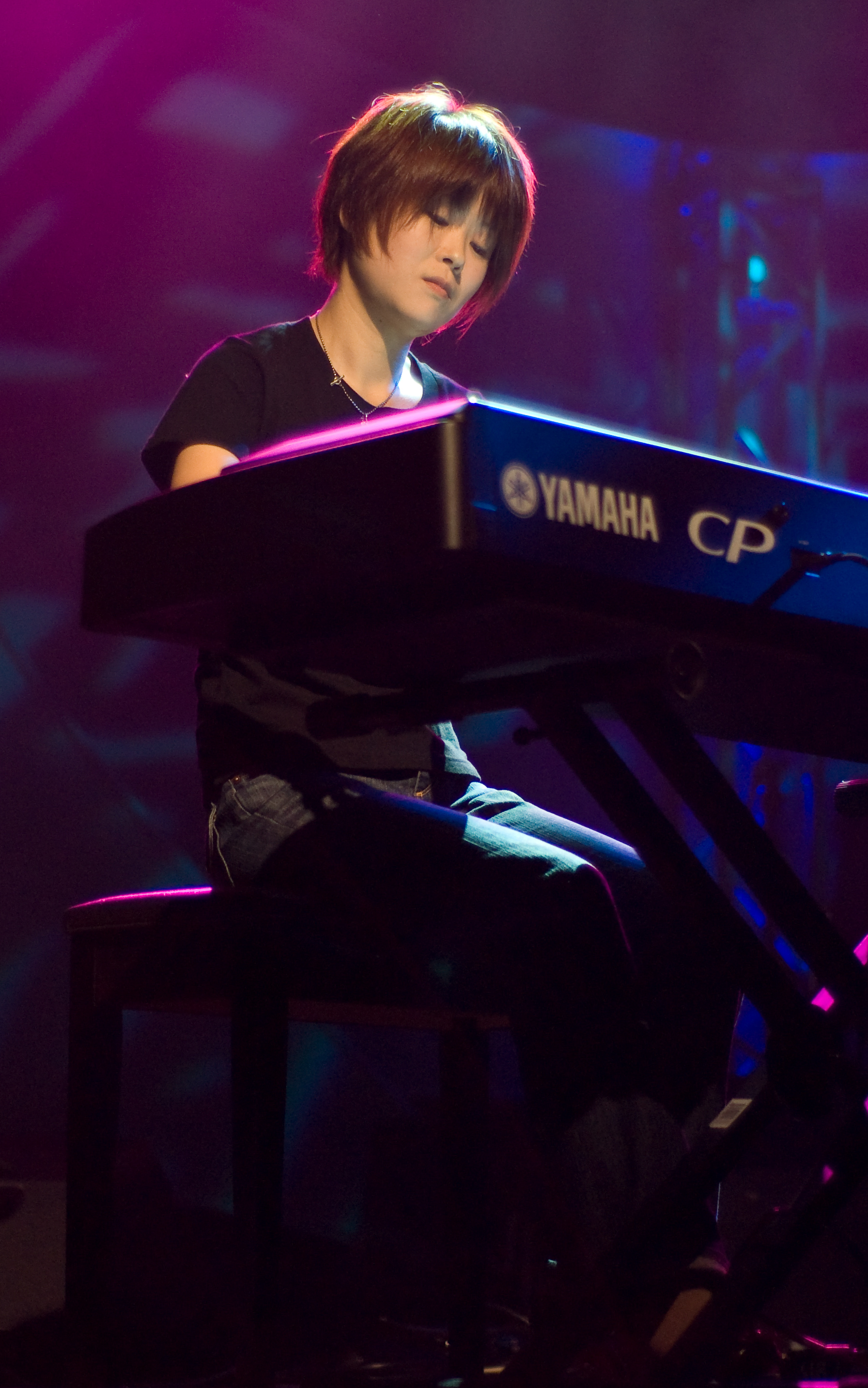
Kumi Tanioka beim FFXI Fan Festival 2007

Kumi Tanioka (jap. 谷岡 久美 Tanioka Kumi; * 29. August 1974 in Hiroshima) ist eine japanische Pianistin und Komponistin von Videospielmusik. Sie wirkte seit 1998 an vielen verschiedenen Square-Enix-Titeln mit, bekannt wurde sie vor allem durch ihre Arbeit an Final Fantasy Crystal Chronicles sowie ihre Auftritte auf Final Fantasy XI Fan Events.

## Leben
Kumi Tanioka wurde am 29. August 1974 in Hiroshima geboren. Da ihr kleiner Bruder ein Gamer war, hörte sie in ihrer Kindheit oft Videospielmusik, was später ausschlaggebend für ihre Entscheidung war, selbst in die Videospielindustrie zu gehen. Während ihrer Schulzeit lernte sie das Komponieren, nach ihrem Abschluss an der Universität Kōbe 1998 trat sie Square Enix (damals Square) als Komponistin bei. Sie verließ das Unternehmen im Jahr 2009 und ist seitdem Freelancerin. 2020 kehrte sie im Zuge des Remaster von Final Fantasy Crystal Chronicles zu Square Enix zurück. Von 2004 bis 2010 war sie Pianistin der Musikgruppe „The Star Onions“, die auf Festivals Videospielmusik hauptsächlich aus Final Fantasy XI spielt.

## Werke
(Liste aus der englischsprachigen Wikipedia übertragen) 
- The Fallen Angels (1998) – mit Masaki Izutani
- Chocobo's Dungeon 2 (1998) – mit Yasuhiro Kawakami, Tsuyoshi Sekito, und Kenji Itō
- Dice de Chocobo (1999)
- All Star Pro-Wrestling (2000) – mit Tsuyoshi Sekito und Kenichiro Fukui
- Blue Wing Blitz (2001)
- Final Fantasy XI (2002) – mit Naoshi Mizuta und Nobuo Uematsu
- Chocobo Land: A Game of Dice (2002)
- Final Fantasy Crystal Chronicles (2003) – mit Hidenori Iwasaki
- Code Age Commanders (2005) – mit Yasuhiro Yamanaka
- Code Age Brawls (2006)
- Project Sylpheed (2006) – mit Junya Nakano, Kenichiro Fukui, Takahiro Nishi, und Keigo Ozaki
- Final Fantasy Crystal Chronicles: Ring of Fates (2007)
- Final Fantasy Fables: Chocobo's Dungeon (2008) – mit Naoshi Mizuta, Junya Nakano, Masashi Hamauzu, Kenji Ito, Ai Kawashima, und Yuzo Takahashi
- Final Fantasy Crystal Chronicles: My Life as a King (2008)
- Final Fantasy Crystal Chronicles: Echoes of Time (2009)
- Final Fantasy Crystal Chronicles: My Life as a Darklord (2009)
- Final Fantasy Crystal Chronicles: The Crystal Bearers (2009) – mit Hidenori Iwasaki und Ryo Yamazaki
- Mario Sports Mix (2010) – mit Masayoshi Soken
- Half-Minute Hero: The Second Coming (2011) – mit mehreren Anderen
- Harvest Moon: A New Beginning (2012)
- Ragnarok Odyssey (2012)
- MA.YU.MO.RI (2013)
- Super Smash Bros. for Nintendo 3DS and Wii U (2014) – Arrangements mit mehreren Anderen
- Kakuriyo no Mon (2015) – (komponierte nur „神代より伝わりし伝承“)[7]
- Airship Q (2015)
- Super Smash Bros. Ultimate (2018) - Arrangements mit mehreren Anderen
- Hyrule Warriors: Zeit der Verheerung (2020) - mit mehreren Anderen
- Minecraft (Minecraft: Caves & Cliffs (Original Game Soundtrack)) (2021) - mit Lena Raine

### Andere
- Snow White (2011)
- The Ugly Duckling (2011)
- Hansel and Gretel (2011)
- Sky’s The Limit: Kumi Tanioka Piano Album Vol.1 (2015)